# Нитевидный кристалл
Нитевидный кристалл (также ус, вискер от англ. whisker) — монокристалл с очень высоким характеристическим отношением с типичным отношением длины (0,5 мм — 5 мм) к диаметру (0,5 — 50 мкм) около 100:1 — 1000:1. Поперечное сечение кристаллов представляет собой многоугольник, форма которого (треугольник, шестиугольник, квадрат) зависит от строения кристаллической ячейки и направления оси роста. Встречающаяся анизотропная форма нитевидного кристалла является признаком анизотропии самого материала или специфических условий роста.
Размерный эффект при уменьшении диаметра приводит к практическому исчезновению дислокаций и идеальной поверхности, что приводит к увеличению прочности в сотни раз по сравнению с массивными (обычными) монокристаллами. Отсутствие дефектов также повышает тепло- и электропроводность, а для ферромагнетиков — также и коэрцитивную силу (до 40 кА/м у усов железа). Ферромагнетики и сегнетоэлектрики в нитевидном кристалле обычно образуют монодоменную структуру.
Нитевидные кристаллы золота, серебра, меди, олова, свинца, серы, оксидов и силикатов встречаются в природе, где формируются медленно (тысячелетиями[уточнить]) и часто представляют собой включения внутри других минералов (так, рутил образует иглы внутри рубинов и кварцев). Первые упоминания в научной литературе относятся к XVI веку.
Нитевидные кристаллы применяются в естественно-композиционныx материалax. Эти (неудачно названные, так как они вообще-то искусственные) материалы-эвтектики получают направленную структуру во время эвтектической реакции (например, матрица NiAl может быть армирована усами рения, производство таких материалов затруднено из-за медленной кристаллизации, необходимой для роста нитевидных структур.
Нитевидные кристаллы играют важную роль как в науке, позволяя поставить эксперименты с подтверждением расчётов прочности кристаллической решётки, так и в производстве, где длинные нити бора, углерода и карбида кремния используются для армирования. Наибольшую прочность в форме усов демонстрируют оксиды, карбиды, бориды, нитриды (Al2O3, B4C, SiC, AlN, Si3N4), которые к тому же отличаются высоким модулем упругости, лёгкостью, устойчивостью к высоким температурам и инертностью — но из-за проблем с ориентацией усов в композиционных материалах не применяются.
Нитевидные кристаллы используются в промышленности для малогабаритных датчиков (датчики Холла, термометры, тензодатчики) и автоэмиссионных катодов. К перспективным областям применения относятся также мембранные фильтры , тепловая защита, подложки для катализаторов, тканевые электроды для перспективных аккумуляторов.